# جليزا 86 b
جليزا 86 b (بالإنجليزية: Gliese 86 b)‏ الذي يرمز له بالرمز HD 13445b، هو كوكب خارج المجموعة الشمسية، في كوكبة النهر، يتبع غليس 86 ‏.

## الاكتشاف
اكتشف في 24 نوفمبر 1998.